# Актабан
Актабан — село в Петуховском районе Курганской области. Административный центр Актабанского сельсовета

## История
Деревня Ахтабанская впервые упоминается в метрической книге церкви крепости Становой 1778 года.
Согласно данным переписи населения 1782 года деревня числилась вновь созданной в составе Уктусской слободы Ишимского дистрикта Тобольской губернии и в том же году вошла  состав Частоозерской волости Ишимской округи.
На тот момент деревня имела 9 дворов и 76 человек населения. 
Первыми поселенцами деревни были Головины, Кондаковы, Коркины, Мекинины, Меньшиковы, Поповы. 
В метрических книгах XIX-го века деревня часто упоминалась под названием Сусарла.
До 1917 года входило в состав Каменской волости Ишимского уезда Тобольской губернии. По данным на 1926 год состояло из 245 хозяйств. В административном отношении являлось центром Актабанского сельсовета Петуховского района Ишимского округа Уральской области.

## Население
| 1989 | 2002 | 2010 |
| ---- | ---- | ---- |
| 875  | ↘739 | ↘574 |

По данным переписи 1926 года в селе проживало 1161 человек (877 мужчин и 961 женщина), в том числе: русские составляли 98 % населения, киргизы — 2 %.